# 瑞士海关博物馆

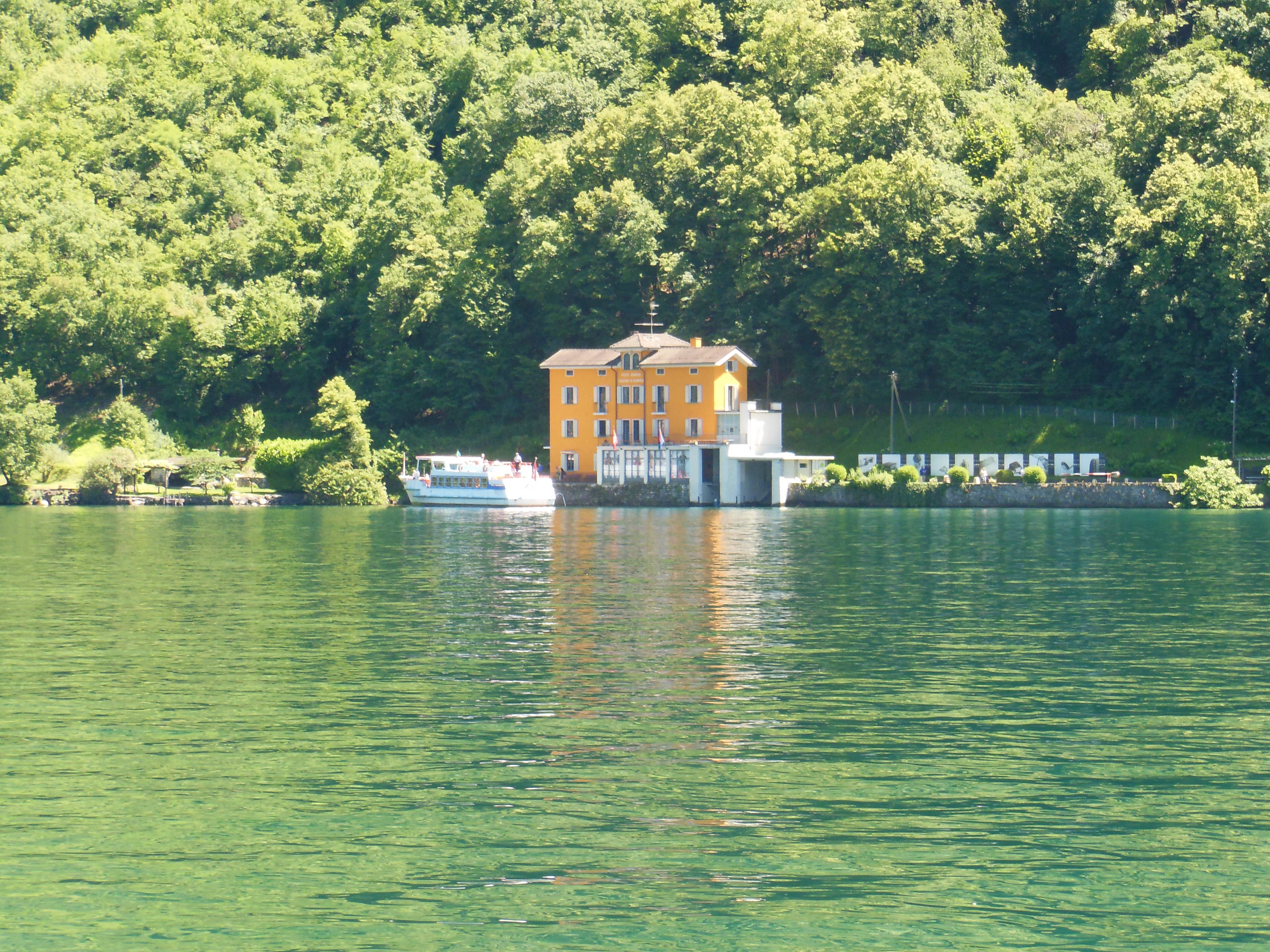

瑞士海关博物馆（Museo doganale svizzero）是一个博物馆，位于瑞士提契诺州与意大利边境，卢加诺湖畔。该博物馆以前是边境的边防哨所，现在是瑞士国家博物馆的一部分。
在19世纪和20世纪，提契诺山谷与格勞賓登州走私猖獗，博物馆涵盖了这段历史，以及海关官员应对的工作。在现代，又涵盖瑞士联邦海关管理局和瑞士边境警卫队的工作。
博物馆没有道路通达，只能乘船到达。卢加诺湖航运协会（Società Navigazione del Lago di Lugano）每天有数班船前往卢加诺。